# Garganta del Endrinal
La garganta del Endrinal es un curso de agua del interior de la península ibérica, afluente del Aravalle. Discurre por la provincia española de Ávila.

## Descripción
El curso de agua, que discurre por la provincia de Ávila, tiene su origen en el entorno de El Tremedal. Tras dejar a ambos lados de su cauce localidades como Tremedal y Mazalinos, termina desembocando en el río Aravalle. Aparece descrita en el decimoquinto volumen del Diccionario geográfico-estadístico-histórico de España y sus posesiones de Ultramar de Pascual Madoz bajo el nombre de «Tremedal», si bien se apunta que en su tramo final tomaría el nombre de «garganta del Andrinal»  [sic]. El texto que la describe es el siguiente.

TREMEDAL: garganta en la prov. de Avila, part. jud. del Barco de Avila : tiene su origen en las sierras del pueblo del mismo nombre, y está inmediata á la laguna del Trampal : pasa entre el citado pueblo y los Mazalinos y se une al r. Aravalle, cerca de la Carrera, donde toma el nombre de garganta del Andrinal : su curso es de 3/4 leg. y durante él aumenta las aguas con todos los arroyuelos que bajan de los pueblos que componen en ayunt. de Sta. Lucía : se utiliza poco por ser el terreno sumamente quebrado, y á su márg. hay algunos molinos harineros.
(Madoz, 1849, p. 139)

Perteneciente a la cuenca hidrográfica del Duero, sus aguas terminan vertidas en el océano Atlántico.